# Papa Pau I
Pau I (Roma, 700 – 28 de juny de 767) fou Papa de l'Església catòlica a mitjans del segle viii. Era el germà gran del papa Esteve II. Va ser escollit el 29 de maig del 757 i va morir el 28 de juny del 767. Va governar, doncs, deu anys i un mes. Per voluntat del seu germà, que el precedí en el papat, va negociar amb els llombards per consolidar el domini temporal de l'Església.

## Elecció
Pau era natiu de Roma. Ell i el seu germà Esteve havien estat educats per ser sacerdots al palau del Laterà. Després de la mort d'Esteve el 26 d'abril de 757, Pau es va imposar davant una facció que volia fer papa a Teofilat. Tingué un paper determinant la posició de l'emperador Exerat, el governador militar de Ravennna. Teofilat és considerat el desè antipapa.
Pau va ser escollit com a successor del seu germà per la majoria que desitjava una continuació de la política del difunt Papa. El regnat del nou papa va estar dominat per les relacions amb els reis francs i Longobards i amb l'emperador oriental. Va adoptar un to independent a l'hora d'informar l'emperador de Ravenna Exerat de la seva elecció, però va escriure a Pipí I el Breu que l'aliança amb els francs es mantingués intacta. Pau probablement estava preocupat pel perill que suposava el rei llombard Desideri d'Ístria.

## Diplomàcia
Els llombards van ocupar les ciutats d'Imola, Osimo, Bolonya, i Ancona, que van ser reclamades per Roma, i el 758 es van apoderar dels ducats de Spoleto i Benevent. A la seva tornada després de reprimir una revolta a Benevent, Desideri va visitar Roma i va obligar a Pau a escriure a Pipí demanant-li que concedís tots els reclams que li fessin els llombards. Prometia que li tornaria Imola, però amb la condició que el papa convencés a Pipí I el Breu que li retornés els ostatges llombards dels francs.
En una carta per assegurar als enviats un passatge segur a través del territori llombard, Pau va acceptar les demandes de Desideri i va suplicar a Pipí I el Breu que accedís als desitjos dels llombards fent un tractat de pau i tornant els ostatges. En una segona carta secreta, Pau va aconsellar a Pipí I el Breu que acceptés l'acord de Desideri amb els romans d'Orient per a la conquesta de Ràvena, i va implorar que Pipí I el Breu ajudés el papa obligant el rei llombard a cedir-li els pobles que conservava.
Pipí I el Breu va considerar convenient mantenir bones relacions amb Desideri, i Pau aparentment va aconseguir molt poc pel seu doble tracte. Més tard, però, Pipí I el Breu va donar al papa el seu suport i va actuar com a àrbitre entre les demandes romanes i llombardes.
El 765 es van restaurar els privilegis papals al Benevento i la Toscana i parcialment a Spoleto. Mentrestant, el papat s'alineava progressivament al costat de Constantinoble. Diverses vegades, especialment el 759, Pau va témer que l'emperador romà oriental enviés un destacament contra Roma. Pau va viure en continu temor, perquè les ambicions romanes orientals no canviessin els aliats francesos pels llombards. Ho van intentar, però Pepin va mantenir la seva política exterior inicial respecte a Itàlia.

## Mort
Va morir a Roma el 28 de juny de 767. Va morir a l'inici del seu onzè any de pontificat com a 94è papa. Menys de dotze hores després de la seva mort una facció militar italiana va escollir Constantí II com a Papa el 28 de juny del 767, però l'elecció no va ser acceptada pel canceller del Papa Pau, que el va deposà i Constantí II fou empreonat pels llombards. Mentrestant Waldipert, actuant com enviat del rei Desideri, va situar el monjo romà Filip com a nou papa. Filip va durar un dia com a papa, de seguida el van fer tornar al seu monestir. L'escollit seria el sicilià papa Esteve IV. Constantí II, que morí empresonat al monestir de San Saba, i Felip són considerats antipapes. Esteve IV mantindria l'aliança amb els llombards.